# Entrechaux
Entrechaux é uma comuna francesa na região administrativa da Provença-Alpes-Costa Azul, no departamento de Vaucluse. Estende-se por uma área de 14,91 km². Em 2010 a comuna tinha 1 160 habitantes (densidade: 77,8 hab./km²).